# Heinz Werner (Psychologe)
Heinz Werner (* 11. Februar 1890 in Wien, Österreich-Ungarn; † 14. Mai 1964 in Worcester, Massachusetts) war ein österreichischer Psychologe.

## Berufliche Stationen
Heinz Werner war ein Sohn des jüdischen Unternehmers Leopold Werner und der Emilie Klauber, er hatte drei Geschwister. Werner wurde 1915 an der Universität Wien promoviert. Seine Dissertation hat den Titel  Zur Psychologie des ästhetischen Genusses.
Er arbeitete zunächst als Assistent in München und seit 1917 begann er in Hamburg die Zusammenarbeit mit William Stern. Seit Gründung des Psychologischen Institutes der neuen Hamburgischen Universität bis 1933 war Heinz Werner dort der Leiter des Psychologischen Laboratoriums.
Aufgrund des nationalsozialistischen Gesetzes zu Wiederherstellung des Berufsbeamtentums vom 7. April 1933 wurde er als Jude wie auch Stern seines Amtes enthoben und emigrierte im selben Jahr in die USA, wo er zunächst von 1933 bis 1936 an der University of Michigan tätig war. Weitere Stationen Heinz Werners waren die Harvard University (1936/37), die Wayne County Training School (1937–1943) und schließlich das Brooklyn College (1943–1947) in New York.
Nach dem Krieg wurde er dann 1947 Professor für Psychologie an der Clark University,
Worcester, MA. Dort wurde dann auch bald das frühere Institute of Developmental Psychology umbenannt in Heinz Werner Institute of Developmental Psychological Research. Mit Edith Kaplan untersuchte er 1950 den Erwerb der Wortbedeutung aus dem sprachlichen Kontext. 1956 wurde Werner in die American Academy of Arts and Sciences gewählt.

## Werke

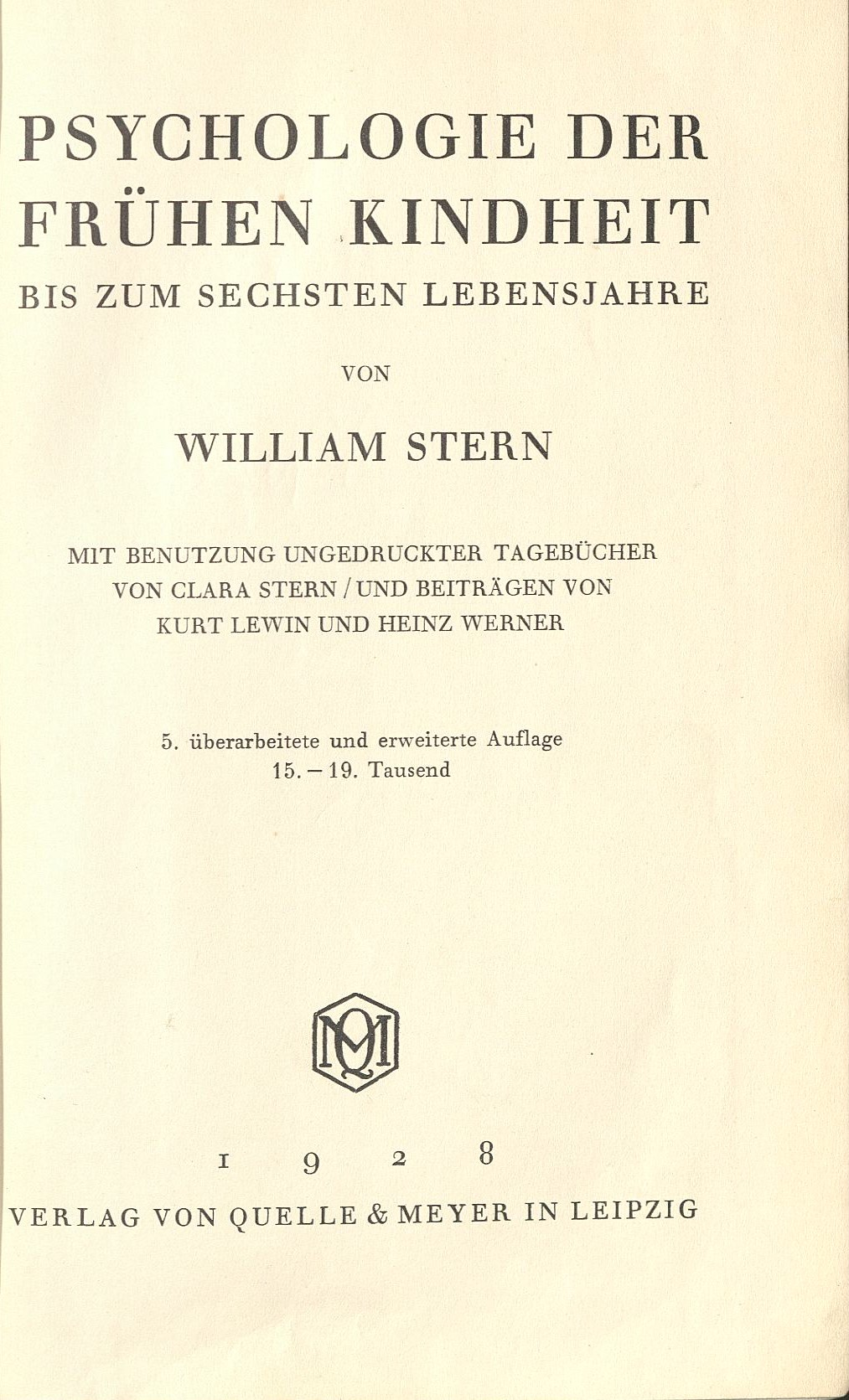
Beitrag bei William Stern (1928)

Als Heinz Werners Hauptwerk gilt: Einführung in die Entwicklungspsychologie, 1926, und Comparative Psychology of Mental Development, 1940. (Inhaltsverzeichnis bei acsu.buffalo.edu (englisch))
Das Werk entstand im Zusammenwirken mit William Stern, Ernst Cassirer, Jakob Johann von Uexküll, Martha Muchow sowie Gertrud Grunow. Die 4. Auflage von 1959 versucht, wie es im Vorwort heißt, die unterbrochene Tradition der biologischen und psychologischen deutschen Forschung vor 1933 zu bewahren. Mit Bernard Kaplan, ebenfalls Entwicklungspsychologe, veröffentlichte er 1963 das Buch Symbol Formation.